# Ahmeddou I Ould Sidi Eli
Ahmeddou I Ould Sidi Eli fou el fill i successor de l'emir de Brakna Sidi Eli I Ould Mokhtar, a l'inici del 1818.
Va mantenir bones relacions amb els francesos i els va prometre ajut contra els fulanis del Waalo; va atacar alguns pobles rebels del Waalo però també una població lleial, Nguik. Al mateix temps va combatre contra els seus veïns trarza (tribus Oulad Dâmân, Oulad Sassi i Ahel Attam). El 20 de maig de 1819 va conferenciar a l'escala del Gall (Du Coq) amb el governador del Senegal coronel Schmaltz, amb el que va signar un tractat comercial, i va cedir alguns territoris aptes per l'agricultura on es podrien construir forts i es podrien establir guarnicions.
Però posteriorment la revolta de l'emir Amar Ould Mokhtar dels trarza (no reconegut pels francesos) i de l' almamy Sire Li, de Tierno Moli i de l' eliman Bou Bakar, que van tractar d'aixecar tot el Senegal contra França, es va unir a la revolta i va cooperar en la invasió del Waalo que havia signat un tractat comercial amb França; Tropes de Saint Louis van marxar a la zona i van expulsar els invasors i van atacar després el Futa Toro; els maures van travessar el riu i poc després es van iniciar converses de pau que van culminar amb el tractat de 25 de juny de 1821, que confirmava les clàusules del tractat de 1819 i reconeixia Waalo a França.
En aquest temps es constata que la corona no era hereditària: si el rei moria sense un fill en edat, la corona passava a un germà; el mateix passava si deixava fills però eren menors; una vegada mort el germà, si els fills del rei que eren menors abans havien arribat a l'edat, recuperaven els drets.
El 1834 hi va haver una guerra entre els wòlofs de Fara Pinda (al Waalo) que tenien el suport del trarza i França, que va provocar el tancament de les escales del riu inferior i una arribada de caravanes maures i de vaixells europeus a l'escalda del Gall (Du Coq). El 5 de maig de 1834 es va signar entre Ahmeddou i el capità Caillié, un tractat sobre el comerç de la goma.
Encara es va signar un altre tractat el 9 de maig de 1839 que posava fi a les violències que els braknes exercien sobre els mercaders de la goma que feien frau. També es va negociar un acord per aturar incursions dels trarza i brakna sobre el Diolof però si bé es va prometre una subvenció a l'emir Mohammed Al-Habib, no es va prometre res a Ahmeddou I i l'estat d'inseguretat es va mantenir uns quants anys amb lluites entre grups diversos dels maures pels drets de duana. Els brakna es van aliar als Id Ou Aïch i van demanar ajut al clan dels Chratit (una filla del xeic era una de les esposes d'Ahmeddou I) per combatre els Oulad Normach dirigits per Mokhtar Cheikh, que fou derrotat i va fugir al Tassaguert (on va morir vers el 1835) però els seus germans van prosseguir la lluita almenys fins al 1840. El combat més important fou el de Youga o Youaga (no lluny del marigot de Guet-nguérè), que va durar tres dies i Ahmeddou va aconseguir la victòria tot i ser inferior en nombre; va perdre 54 homes però els rivals en van perdre 98 i es van haver de refugiar al Tagant.
Ahmeddou va morir el 1841, enverinat sense voler per la seva esposa, Leïla ment Rassoul, del clan dels Chratit (dels Id Ou Aïch). D'aquesta esposa no havia tingut fills, però tenia una altra esposa amb la qual va tenir un fill de nom Sidi Eli. Leïla va voler matar aquest fill però la llet enverinada va ser beguda en realitat per Ahmeddou i per un germà Al-Khedich i un nebot, Mohammed, tots els quals van morir; en canvi el fill Sidi Eli, de 8 anys, es va salvar. El va succeir el seu cosí Mokhtar Sidi Ould Sidi Mohammed (el pare del qual era el germà de Sid Eli I)